# Valeeria Villandi
Valeeria Villandi (* 27. August 1924 in Tallinn; † 31. Dezember 2021) war eine estnische Dichterin und Übersetzerin.

## Leben
Valeeria Villandi machte 1943 Abitur in Tallinn und studierte ab 1944 an der Universität Tartu estnische Philologie. Sie schloss das Studium 1955 als Fernstudentin ab. Während des Studiums arbeitete sie am Estnischen Literaturmuseum, später war sie Literaturredakteurin bei diversen Zeitschriften. Von 1973 bis 1991 arbeitete sie in der Redaktion von Looming.
Valeeria Villandi war seit 1950 Mitglied des Estnischen Schriftstellerverbands und lebte in Tallinn.

## Werk
Villandi debütierte 1957 und legte danach nur zwei weitere Gedichtbände sowie ein Buch mit Versen für Kinder vor. Ihre Lyrik ist eher intellektuell als naturbezogen zu bezeichnen und nimmt teilweise direkten Bezug zu den politischen Zeitumständen, wie man an den „trotzig-verbitterten“ Versen ihres Debüts sehen kann. Die Haupttätigkeit von Villandi bestand jedoch im Redigieren und Übersetzen. Sie übersetzte vornehmlich aus dem Russischen und Deutschen, unter anderem Heinrich Böll, den sie 1958 als Erste ins Estnische übersetzt hat, weswegen sie als „Importeurin des deutschen Nobelpreisträgers“ gilt, und Erwin Strittmatter.

## Bibliografie
- Päikese ring ('Der Kreis der Sonne'). Tallinn: Eesti Riiklik Kirjastus 1957. 120 S.
- Kaja. Värsse aastaist 1957–1967 ('Echo. Verse aus den Jahren 1957–1967'). Tallinn: Eesti Raamat 1969. 80 S.
- Hüpe homsesse ('Sprung ins Morgen', Verse für Kinder). Tallinn: Eesti Raamat 1974. 64 S.
- Momentvõtted aegluubis. Luuletused 1968–2015 ('Momentaufnahmen in Zeitlupe. Gedichte 1968–2015'). Koostanud Viire Villandi. Tallinn: Eesti Keele Sihtasusutus 2015. 90 S.